# Гончаровка (Сватовский район)

Гончаровка (укр. Гончарівка) — село в Сватовском районе, Луганской области, Украины. С марта 2022 года захвачен российскими войсками.

## Расположение
Гончаровка расположена в 7 км от Сватово. Через территорию села проходит автотрасса Троицкое—Луганск. По территории села протекает река Красная (приток Северского Донца).

## Управление
Гончаровский сельсовет объединяет два села: Гончаровка (13 улиц, длиной — 16 км), Фомовка (7 улиц, длиной — 7 км). Все улицы с твердым покрытием. Адрес сельсовета — 92631, Луганская обл., Сватовский р-н, с. Гончаровка, ул. Центральная, 1; тел.: 3-26-13; 9-71-31.

## Образование
Средняя школа. Преподавание ведётся (долгое время, и во времена СССР, в отличие от других школ области) на украинском языке.

## Совхоз
На территории сельского совета много лет существовал совхоз «Учебный».

## Экономика
Село газифицировано. В 2005 году введено в эксплуатацию уличное освещение 21 улицы сёл Гончаровка и Фомовка. Построен обелиск воинам, погибшим в годы Великой Отечественной войны «Никто не забыт, ничто не забыто».
На территории села функционируют:
- Агрофирма «Гончарівська», директор — Борзило А. И. арендует — 490 земельных паев
- ФХ «АРКАДА» — руководитель Подоляка Н. П., арендует — 50 земельных паев
- ФХ «ЭТАЛОН» — Зайцев В. Н., арендует — 20 земельных паев
- ЧП «МАРЧЕНКО» — Марченко Н. А., арендует — 16 земельных паев
- 39 земельных паёв находятся под управлением своих хозяев[2]